# Quatipuru
Quatipuru este un oraș în Pará (PA), Brazilia.